# جون ليلي (لاعب هوكي الجليد)
جون ليلي (بالإنجليزية: John Lilley)‏ هو لاعب هوكي الجليد أمريكي، ولد في 3 أغسطس 1972 في ويكفيلد في الولايات المتحدة.

## وصلات خارجية
- جون ليلي على موقع دوري الهوكي الوطني (الإنجليزية)
- جون ليلي على موقع قاعة مشاهير الهوكي (لاعب أن.إتش.أل) (الإنجليزية)
- جون ليلي على موقع EliteProspects.com (الإنجليزية)
- جون ليلي على موقع HockeyDB.com (الإنجليزية)
- جون ليلي على موقع Hockey-Reference.com (الإنجليزية)
- جون ليلي على موقع أوليمبيديا (الإنجليزية)